# Okrasná zahrada

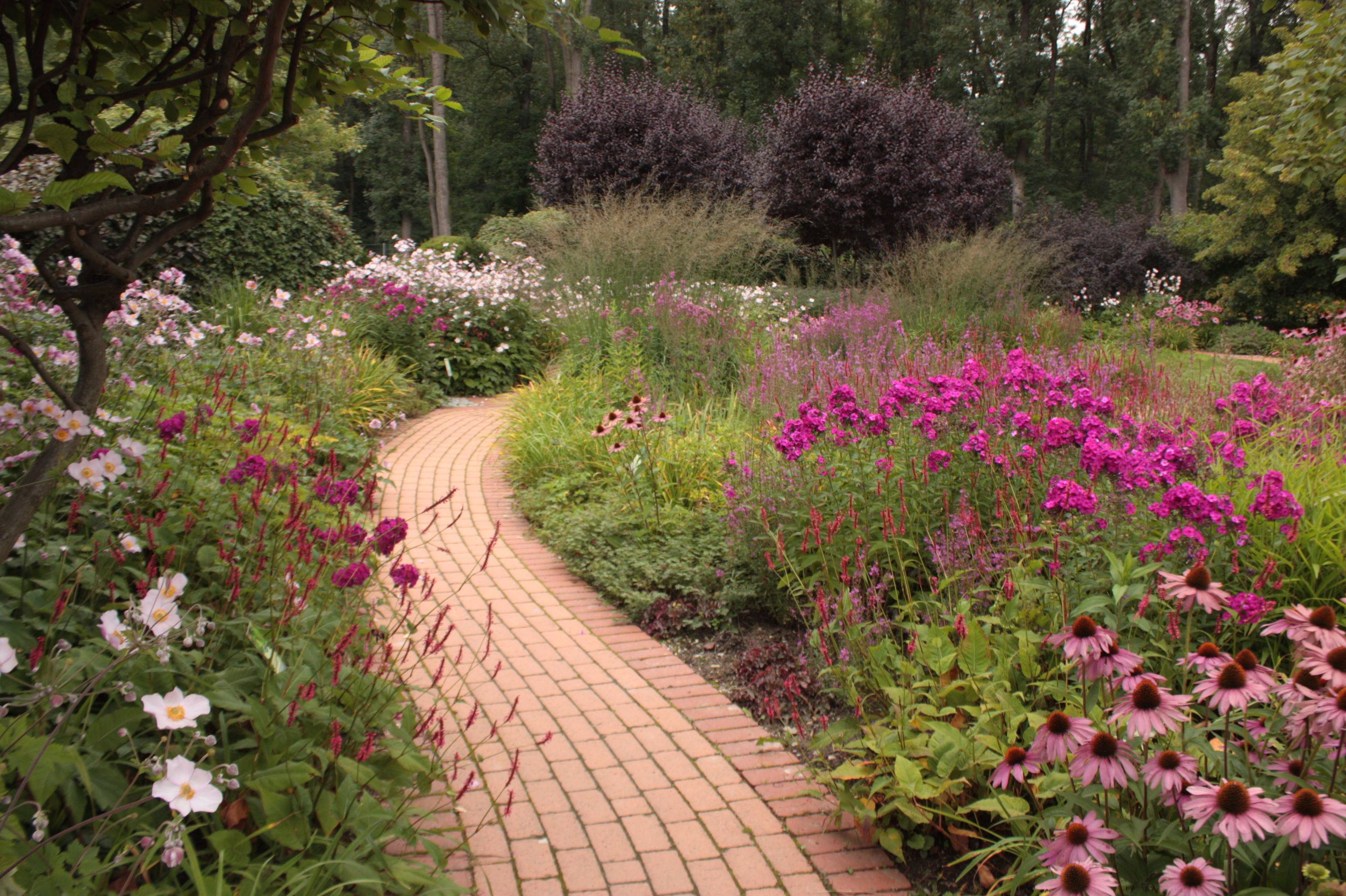
Květinová zahrada na výstavišti v rakouském Garten Tulln

Okrasná zahrada je rozšířený název pro typ zahrady, která neslouží hlavním účelem k pěstování ovoce a zeleniny ale k rekreaci nebo reprezentaci. Jako okrasná zahrada tak může být označena i předzahrádka. Slouží jako dekorace. Vytváření okrasných zahrad se někdy zabývají zahradníci nebo zahradní architekti, ale většinu okrasných zahrad zakládají upravují a udržují majitelé. Úpravami okrasných zahrad se zabývá obor zahradní architektura.
Okrasné zahrady mohou být vytvořeny z mnoha druhů rostlin a jejich celkový vzhled může být zcela odlišný. Jsou rozlišovány zahradní styly které jsou děleny podle způsobu uspořádání prvků a použití těchto charakteristických úprav k vyznění celku.
Vzhledem k tomu, že keře, stromy a květiny kvetou v různých obdobích roku může být design zahrady uspořádán pro kvetení v průběhu měnících se ročních období. Květinové zahrady mohou kombinovat rostliny různých taxonomických druhů, textur, výšky růstu, barvy olistění i kvetení, a vůně vytvářet kompozice zdůrazňující některé rostliny jako objekty zvláštního zájmu. Okrasná zahrada může zahrnovat a obvykle zahrnuje i jiné prvky než květiny, například keře, stromy, stavební prvky apod.

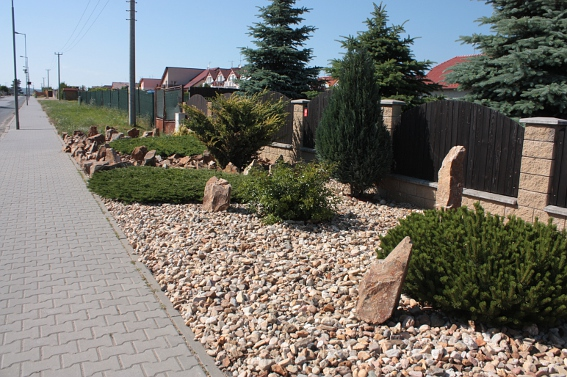
Předzahrádka.

## Estetika zahrad
Vzhled zahrad je námětem, nebo zmiňován v lidové tvořivosti i v uměleckých pracích, které jsou považovány za objekty významné kulturní ceny. Vzhledově se zahrady, které jsou považovány za krásné, mohou lišit, nebo být dokonce charakterizovány zcela opačnými vlastnostmi.

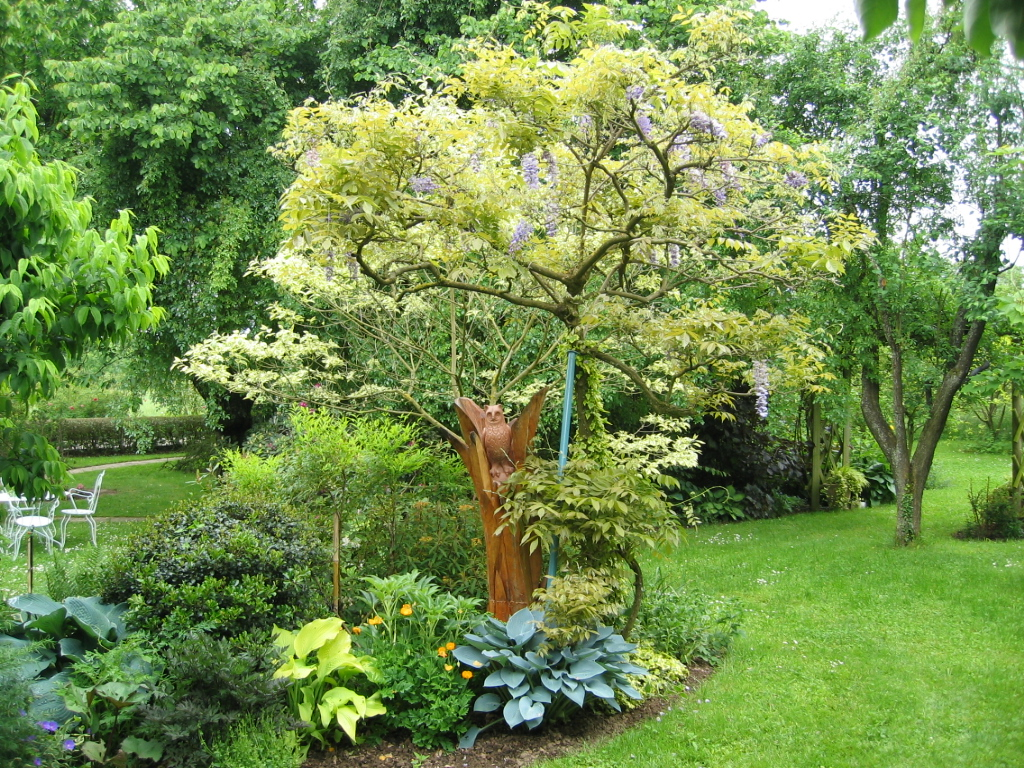
Malé zahrady mohou být výrazně pestřejší a nápaditější než velké parky.

## Popis
Okrasné zahrady mohou ale nemusí tvořit:
- výsadby bylin, keřů a stromů
- zpevněné plochy. odpočívadla a cesty
- vodní plochy
- dekorace a zahradní nábytek
- stavební úpravy

Úpravy malého městského pozemku jsou obvykle provedeny podle formálního stylu a založeny na čistě geometrických linkách. Jsou zde přímé chodníky a pravoúhlé nebo kruhové oblasti trávy nebo rostlin. 

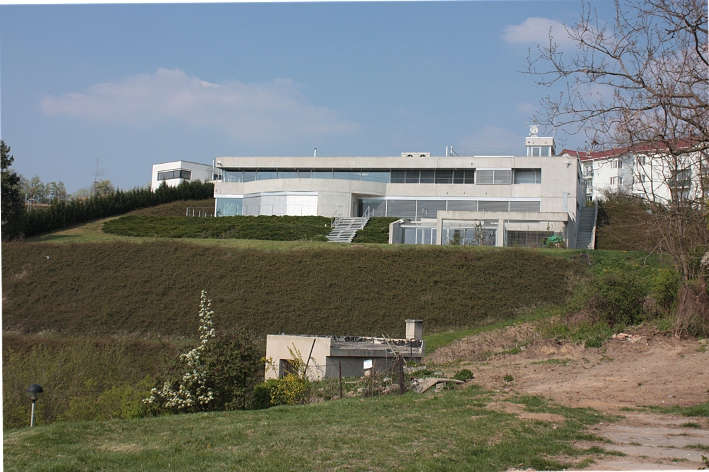
Hypermoderní (už dokončená) betonová funkcionalistická vila, Brno – Kociánka. Plocha okolo osázená lány jalovce a skalníku, jenž poněkud narušují barevné šedé a modrošedé odstíny objektu. Snadnější, mimo plastů, kovu nebo pohledového betonu, by na údržbu byl jen trávník.

Pokud jsou terasy nezbytné, jsou upraveny tak, že jejich linie tvoří část hlavního rámce. Živé ploty zde bývají přísně zastřižené, nacházejí se zde pravidelně upravené květinové záhony (pokud nějaké) a další doplňky. 

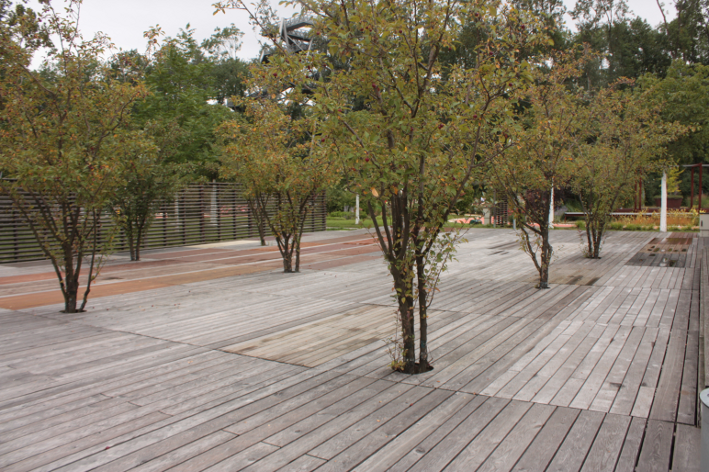
Vzorová zahradní úprava v Tullnu.

## Uživatelé
„Dobrý vkus při založení a úpravě zahrady bude přinášet svému vlastníku stejně mnoho potěšení jako dobrý vkus v architektuře, literatuře nebo hudbě. A právě tak, jako někdo kultivuje dobrý vkus v literatuře bez úmyslu stát se někdy spisovatelem, tak jiný může řádně vytříbit svůj smysl pro zahradní architekturu bez naděje stát se někdy zahradním architektem.“ 
„Zahradnické umění nabízí velké výhody pro své milovníky: Mohou jej použít všude, a to s poměrně malými výdaji, které mohou splatit z jejich vlastního rozpočtu. Chudá pradlena která má stěží čas na to, podívat se na sochu George Washingtona v městském parku, a stěží dost hotovosti aby si koupila nejlevnější barvotisk, je schopna pěstovat muškáty ve svých oknech a mít pěkný záhon měsíčků a floxů ve dvoře. Příležitost kultivovat smysl pro tento druh umění, záleží všechna na nás. Jen několik málo uměleckých galerií a výstav nabízí vstup zdarma. Pohled kolemjdoucích do zahrad může být snadno procházkou takovou galerií.“
„Květinomilovný amatér chce všechno co uvidí ve školkařském katalogu. Taková touha je požehnáním, jen když pořádně zdrženlivá. Možná to bude lépe přijatelná rada říci, že více věcí může být pěstováno s vkusným uspořádáním uvnitř malého aranžmá hustou výsadbou bylin nebo letniček a trvalek v nepravidelných záhonech než nějakým systémem výsadby do záhonů nebo skupin tak, jak je to obvykle provedeno na malých plochách.“ 
Studie ze Švýcarska ukazují, že druhově chudé a nudné zahrady jsou obecně považovány za estetické. Nikdo nepovažuje za krásné zcela chaotické zahrady. Hodnocení krásy je často závislé na mínění sousedů a návštěvníků, mínění širšího okolí a prioritách, hodnotovém řebříčku celé společnosti. Někteří lidé si snadno vytvářejí své představy o kráse v závislosti na mínění okolí nebo se kromě svých příbuzných nechají řídit přímo pokyny takové osoby jako je „arbiter elegantum“, „kulturtrégra“ nebo „módní policie“ bez ohledu na své potřeby. Při tvorbě zahrad se ale lze často setkat s potřebou napodobovat sousední zahrady, nevybočovat.

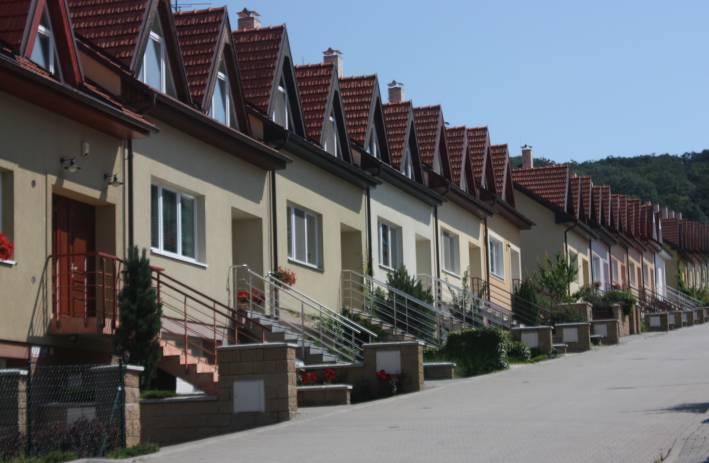
Moravská architektura předzahrádek na okrajích velkých měst.
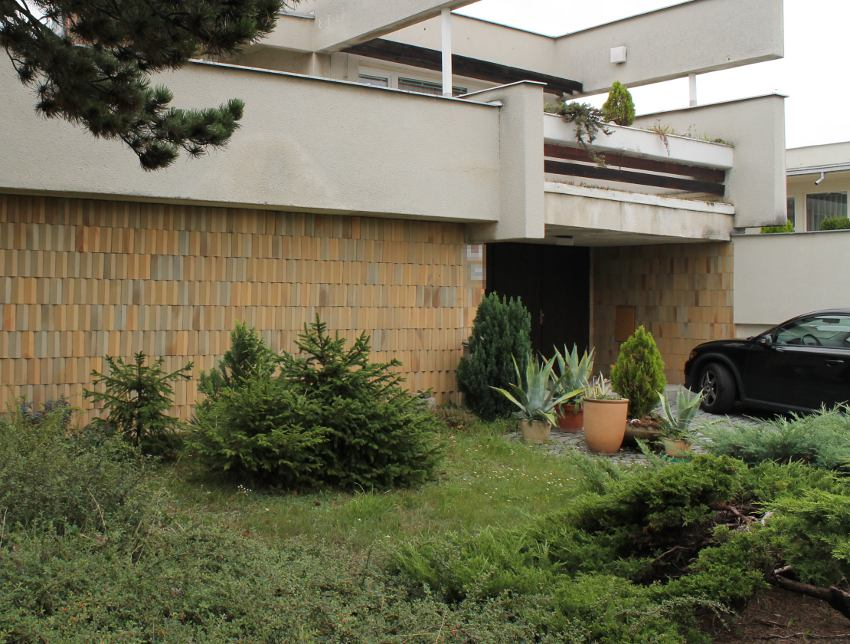
Moravská architektura předzahrádek velkých měst.
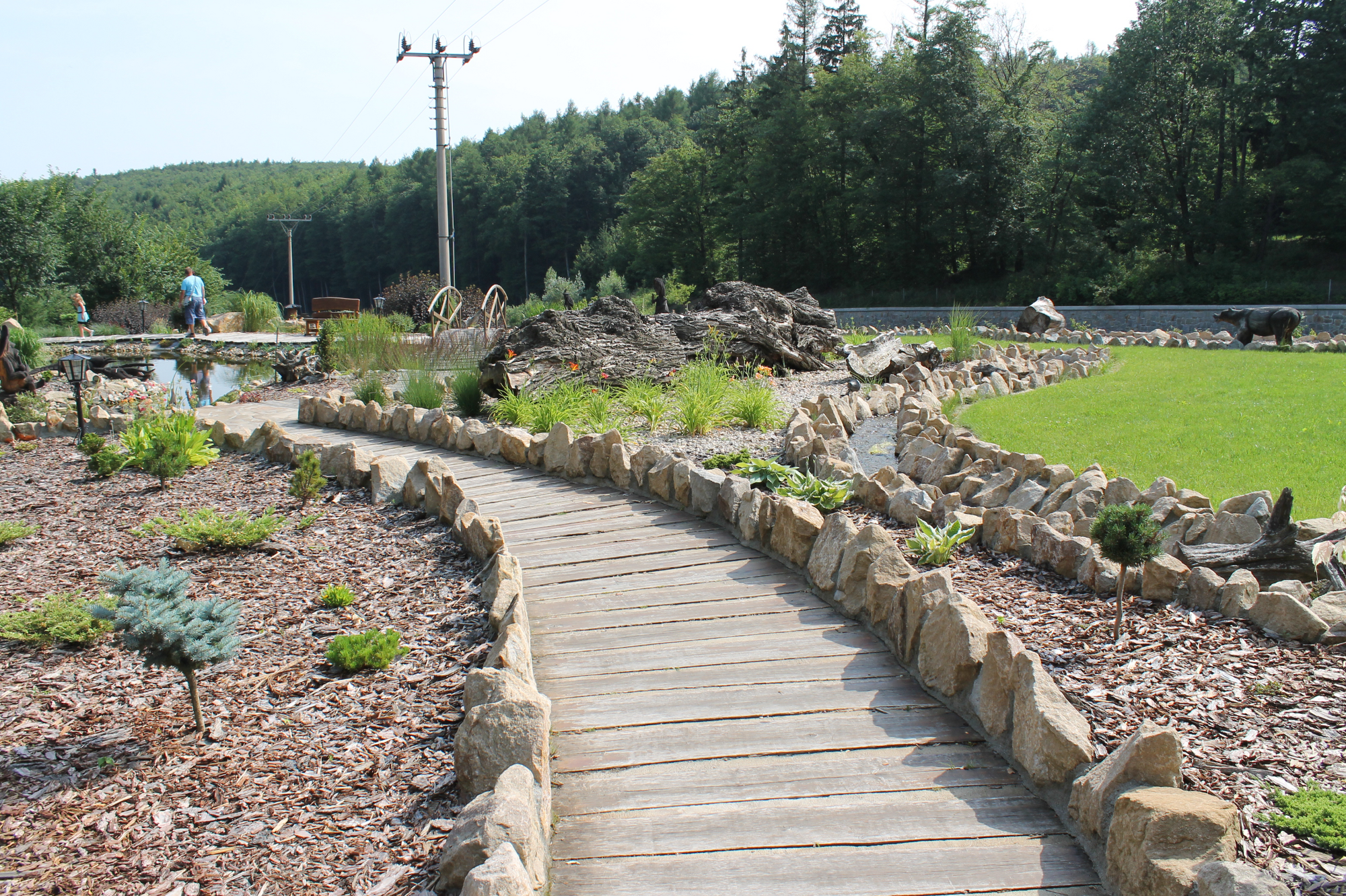
Moderní architektura na Moravě, na vesnici.
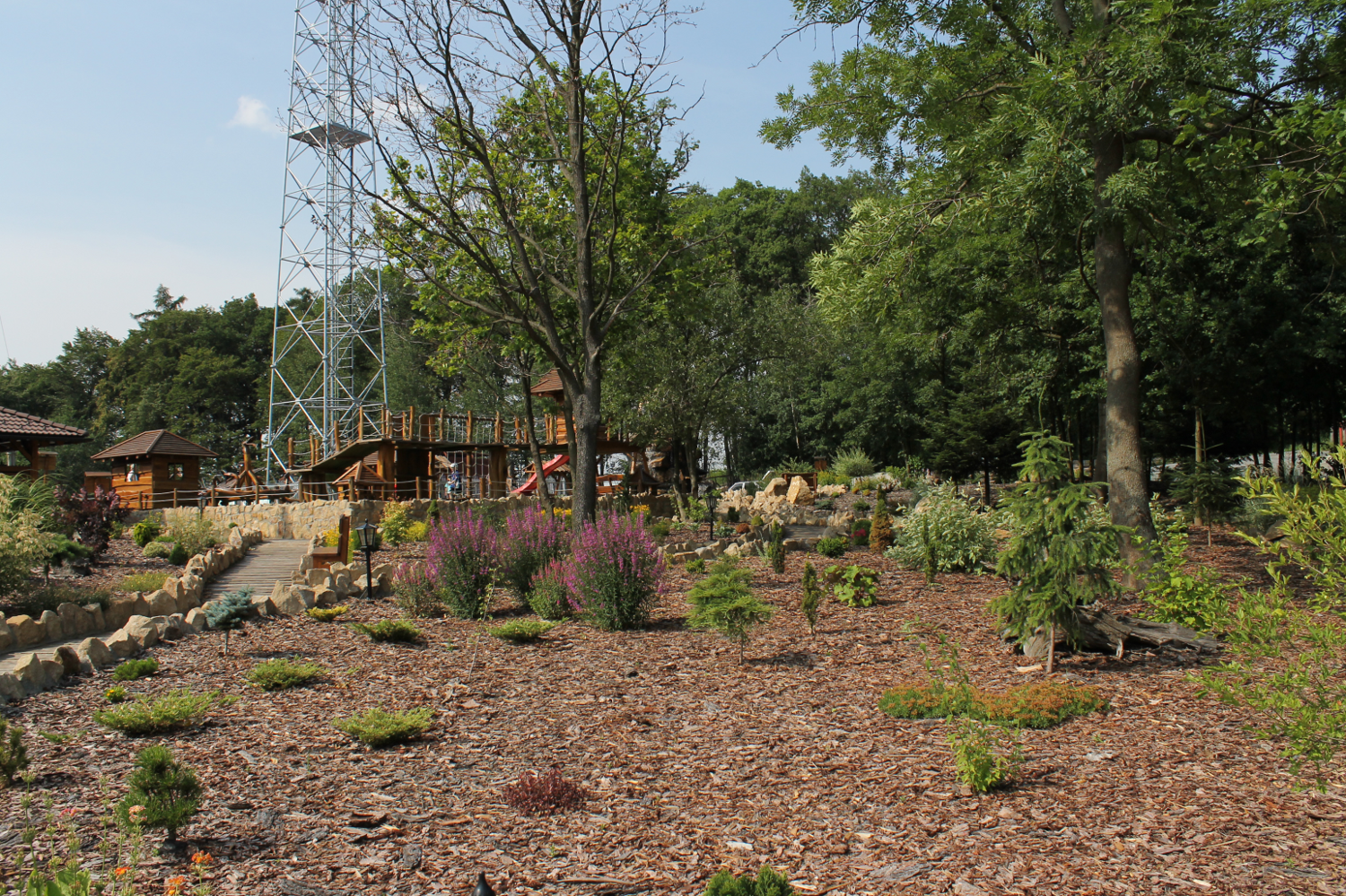
Moderní architektura na Moravě, na vesnici.

## Účel
Zahrady slouží obvykle k těmto účelům : 

- Pěstování rostlin, především květin, ovoce, zeleniny, koření, okrasných rostlin a krmiva.
- Umístění pěstovaných zvířat a pozorování a lov zvířat volně žijících (například hmyzu)
- Odpočinek , sportování či zábava v soukromí nebo s přáteli či rodinou.

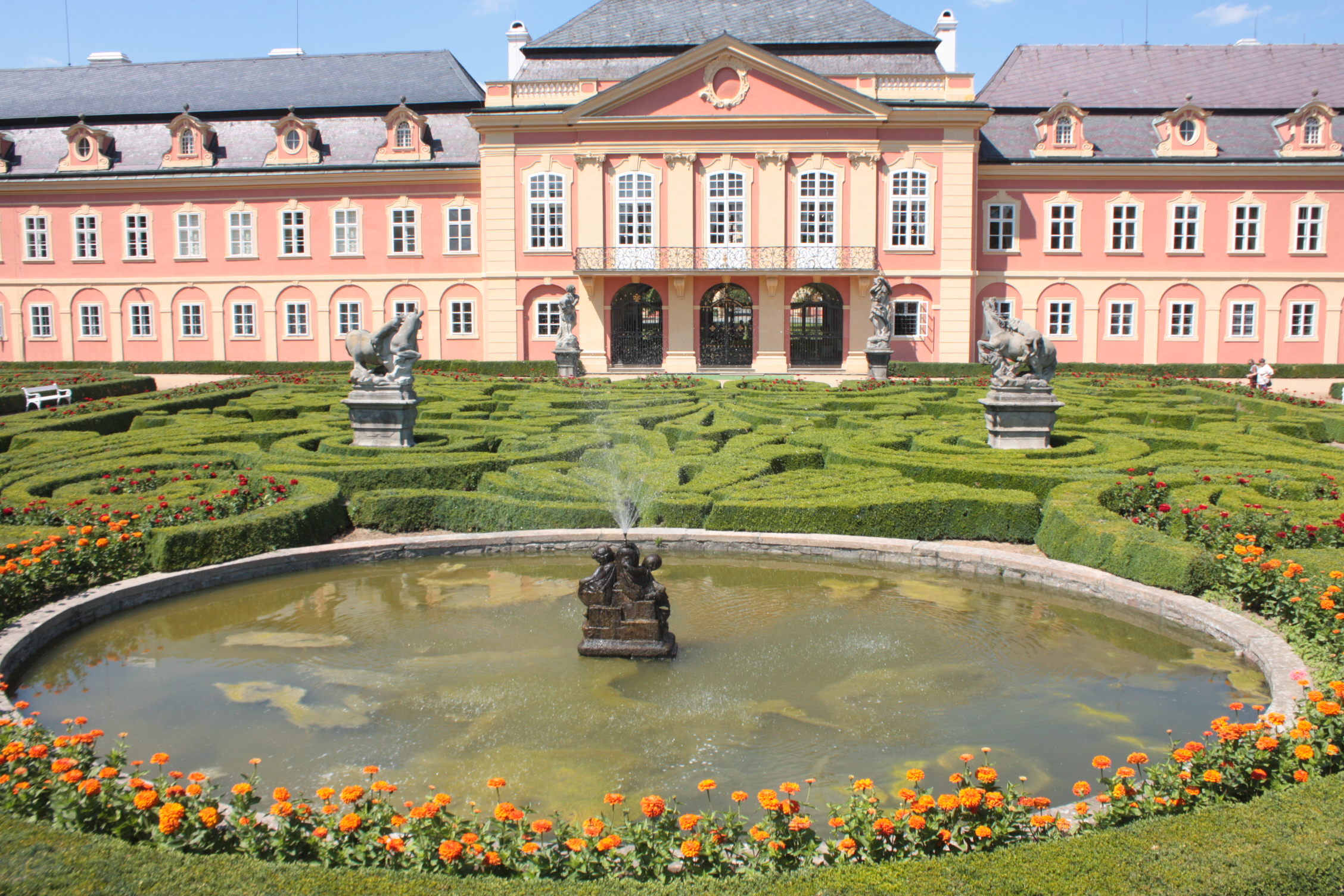
Barokní okrasná zahrada.

### Výhody
- obvykle snadná údržba oproti zeleninové zahradě a celkové esteticky lépe hodnocený vzhled
- ve většině zahrad tohoto typu je dostatek prostoru pro aktivní odpočinek oproti zeleninové zahradě
- udržovaná dobře založená okrasná zahrada způsobí zvýšení prestiže majitele u pozorovatele

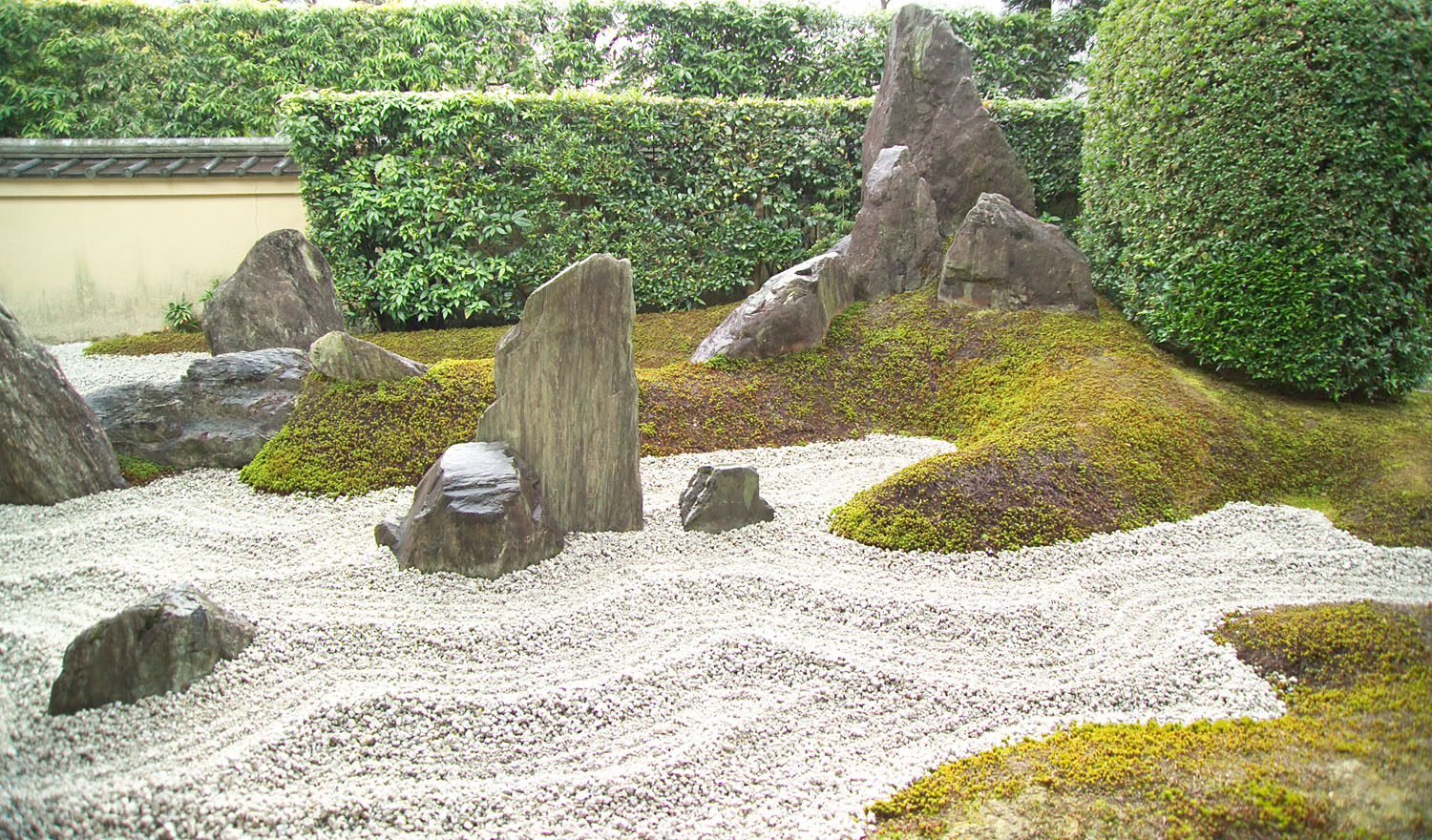
Japonská okrasná zahrada ve stylu karesansui.

### Nevýhody
- údržba je často nezbytná – odplevelení, tvarování stromů a keřů.
- snižování druhové rozmanitosti, pečlivě udržované travnaté plochy jsou kulturní pouští, podobně jako pole řepky nebo obilí, dochází k vážnému poškozování přírody
- nemožnost pozorovat normální přírodu

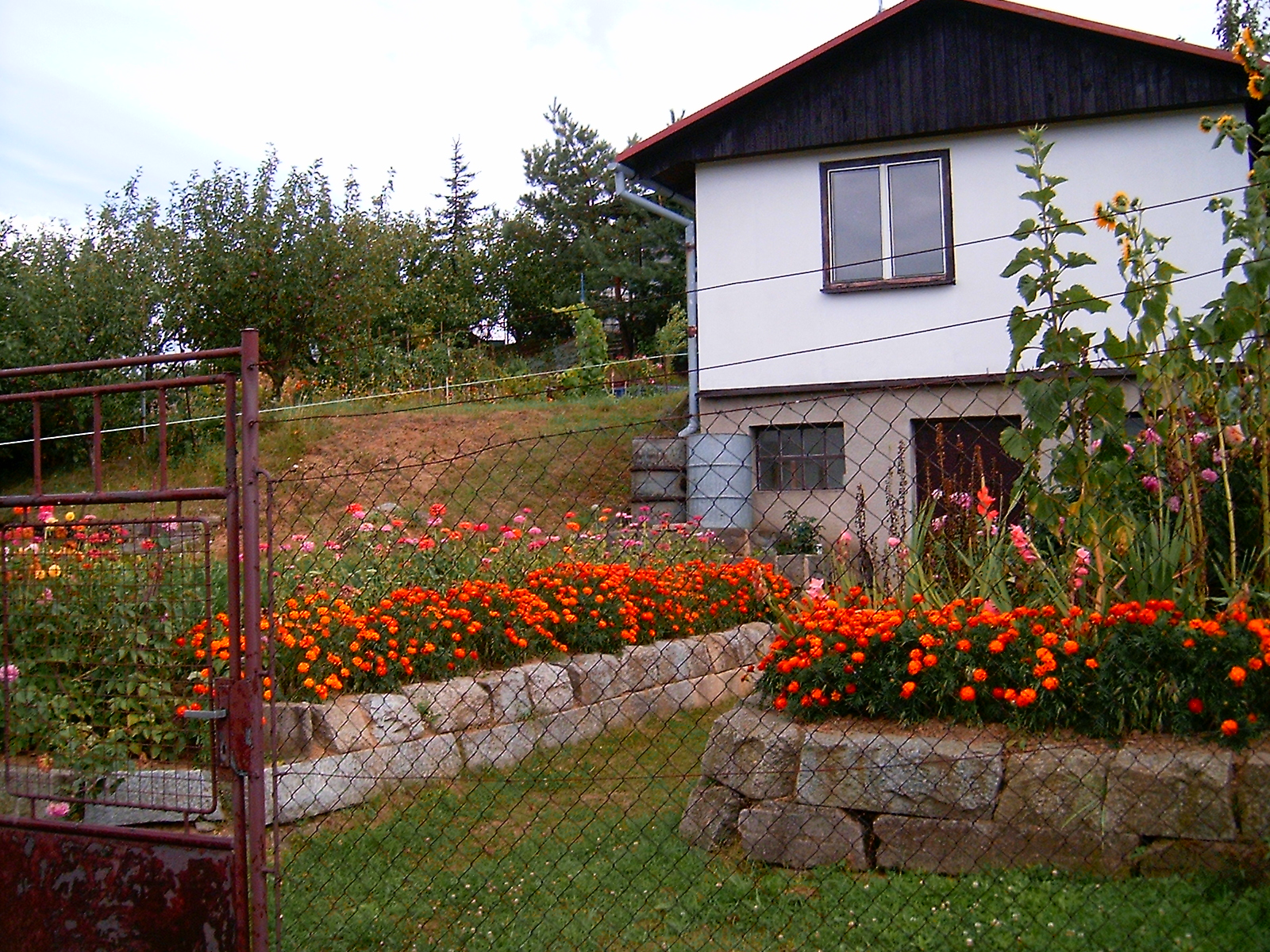
Okrasná zahrada v zahrádkářské kolonii.

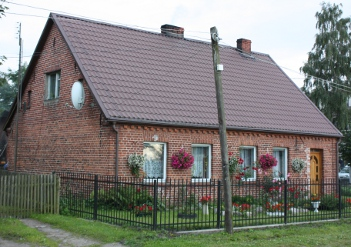
Okrasná zahrada, polský venkov.

## Okrasné zahrady podle stylu
- čínská zahrada
- korejská zahrada
- babylonská zahrada – Visuté zahrady Semiramidiny
- egyptská zahrada
- japonská zahrada
- perská zahrada
- římská zahrada
- italská zahrada
- středověká zahrada
- francouzská zahrada
- maurská zahrada
- holandská zahrada
- ferme ornée
- venkovská zahrada
- zenová zahrada
- přírodní zahrada
- funkcionalistická zahrada a postfunkcionalistická zahrada
- zahrada a park v „pacificko atlantickém stylu“
- feng šuej zahrada